# Perros-Guirec
Perros-Guirec (bretonsko Perroz-Gireg) je letoviško naselje in občina v francoskem departmaju Côtes-d'Armor regije Bretanje. Leta 2006 je naselje imelo 7.369 prebivalcev.

## Geografija
Kraj leži v bretonski pokrajini Trégor ob Rokavskem prelivu, 11 km severno od Lanniona. S trajektno linijo je povezan z otoki Sept-Îles.

## Uprava
Perros-Guirec je sedež istoimenskega kantona, v katerega so poleg njegove vključene še občine Kermaria-Sulard, Louannec, Pleumeur-Bodou,  Saint-Quay-Perros, Trébeurden, Trégastel, Trélévern in Trévou-Tréguignec s 25.414 prebivalci.
Kanton Perros-Guirec je sestavni del okrožja Lannion.

## Zanimivosti
- romarska cerkev sv. Jakoba,
- kapela Notre-Dame de La Clarté,
- Ploumanac'h
  - pristanišče
  - svetilnik
  - oratorij Saint-Guirec,
- muzej zgodovine in ljudske umetnosti spodnje Bretanje,
- mlin na veter Moulin de la Lande du Crac'h,
- arhipelag Sept-Îles, naravni rezervat,
- vsakoletni festival stripa.

## Pobratena mesta
- Barr (Bas-Rhin),
- Dragonera (Baleari, Španija),
- Quintin (Côtes-d'Armor),
- Teignmouth (Anglija, Združeno kraljestvo).